# Kærlighed hvor kragerne vender
Kærlighed hvor kragerne vender er et dansk dating-realityshow, der produceres af BLU Productions og sendes på TV 2. 
Det blev sendt første gang i 2020. Den sjette sæson sendes fra marts 2025. Programmets ide er, at fire singlemænd i mindre landsbyer i provinsen får besøg af en flok kvinder fra byer andre steder i landet, hvorefter programmet følger deltagerne gennem en række speeddates og aktiviteter.
Realityserien er én af en række datingprogrammer, der er blevet sendt på dansk tv siden 2010'erne og generelt har været meget populære. I 2024 havde serien ca. 786.000 seere i gennemsnit pr. gang. Sæsonen før var tallet 581.000.

## Idé
Fire singlemænd, der bor i mindre landsbyer i provinsen, dater omkring 20 bypiger, og programmet følger såvel mændene som kvinderne over en periode. Datingen foregår efter bestemte regler, som TV 2 har fastsat. I de første sæsoner kunne de deltagende kvinder speeddate alle fire mænd, men fra 2024 skulle kvinderne udvælge højst to af mændene, som de ønskede at lære nærmere at kende efter at have set deres præsentationsvideoer. En mandlig deltager har dog også mulighed for at invitere en kvinde på speeddate, selvom hun ikke har valgt ham i første omgang.

## Lokaliteter
I hver sæson besøges et nyt område i landet:
1. Sønderjylland
2. Thy
3. Lolland-Falster
4. Vestsjælland
5. Fyn
6. Vestjylland

## Modtagelse
Ved starten af den 6. sæson kaldte Jyllands-Postens anmelder programmet for en krydsning mellem Landmand søger kærlighed og Bachelor, men kritiserede det for, at det ikke havde nogen vært, som bød seerne og deltagerne velkommen. Derfor var deltagerne overladt til sig selv, hvilket anmelderen mente, gjorde programmet ufokuseret og fik det til at virke som en discount-udgave i forhold til de realityformater, som det ønskede at sammenligne sig med. Anmelderen tildelte programmet tre stjerner ud af seks.